# La Balme-de-Thuy
La Balme-de-Thuy är en kommun i departementet Haute-Savoie i regionen Auvergne-Rhône-Alpes i sydöstra Frankrike. Kommunen ligger i kantonen Thônes som tillhör arrondissementet Annecy. År 2022 hade La Balme-de-Thuy 457 invånare.

## Befolkningsutveckling
Antalet invånare i kommunen La Balme-de-Thuy
| Referens: INSEE |